# Edith Grosz
Edith Grosz (Philadelphia, 9 augustus 1919 – Amsterdam, 14 februari 2011) was pianiste en muziekpedagoog. Zij studeerde piano aan de Juilliard School in New York by o.a. Olga Samaroff en Eduard Steuermann. Jarenlang vormde zij met haar echtgenoot violist Isidor Lateiner een vast duo, waarmee ze over de hele wereld concerteerde. In 1963 verhuisden zij gezamenlijk naar Nederland. Aanvankelijk bedoeld om concertreizen in Europa te vereenvoudigen, werd Nederland hun vaste verblijfplaats.
Beroemd werd zij met het kamermuziekprogramma 'Rondje Romantiek', waarbij zij optrad met Isidor Lateiner en cellist Godfried Hoogeveen. Jarenlang was zij als hoofdvakdocent piano verbonden aan het Sweelinck Conservatorium in Amsterdam, waar zij generaties pianisten opleidde, onder wie Rian de Waal, Sebastian Huydts, Anna van Nieukerken, Kees Wieringa en Ad Wammes. Zij legde de nadruk op het gevoel in het bewegingsapparaat, waarbij zij aan de basis stond van de zogenaamde 'Lister-Sink' techniek. Sinds het begin van de jaren tachtig leefde zij samen met componist Jochem Slothouwer, met wie zij in 2008 in het huwelijk trad.
Naast haar carrière als musicus en pedagoog was zij befaamd om haar kookkunst. Samen met Jochem Slothouwer runde ze de coffeeshop "Brasserie Rondo", die zich ontwikkelde tot een plaats waar een vaste groep van vooral musici, balletdansers, studenten en ex-studenten onder het genot van muziek of discussie van haar vele culinaire creaties genoten. Voor haar studenten en collega's functioneerde Rondo tevens als het onofficiële kantoor waar men buiten lesuren met vragen betreffende muziek (of het leven in het algemeen) langs kon komen. Edith Grosz overleed in 2011.

## Discografie
- Erich Wolfgang Korngold — Trio op.1 in D en Quintet op.15
- Julius Röntgen – Sonate voor cello en piano (1900), Godfried Hoogeveen, cello en Edith Grosz, piano
- Julius Röntgen – Sonate voor cello en piano in a, opus 41 (1901), Godfried Hoogeveen, cello en Edith Grosz, piano
- Roy Travis – Duo concertante  (1973), Isidor Lateiner, viool en Edith Grosz, piano[2]

- International Standard Name Identifier: 0000 0000 4165 2129
- Library of Congress Control Number: no98039752
- MusicBrainz: 84bac7d8-dcaf-4f07-92ef-3113f742d0a0
- Nederlandse Thesaurus van Auteursnamen: 315361344
- Virtual International Authority File: 58694340
- WorldCat: E39PBJrGxmvXfhHqF6XtCtcMfq